# Álvaro Gaztelu Alcaire
Álvaro Gaztelu Alcaire   (Terol) és un policia espanyol i agent de la 32a promoció del Cos Nacional de Policia que, després d'ingressar a l'Acadèmia de Policia d'Àvila el juny de 2016, va fer la jura de bandera en la promoció de l'any 2018 (coincidint amb Belén Awad-Ratib Gómez) i fou adjudicat a la plantilla de la ciutat de Madrid. S'infiltrà amb la falsa identitat de Joan Llobet Garcia a l'Ateneu Cooperatiu La Baula, al Sindicat d'Estudiants dels Països Catalans i a la sectorial d’ecologia d'Endavant a Lleida. Com a infiltrat, participà activament a les protestes contra la sentència del judici al procés independentista català i a les mobilitzacions contra l'empresonament de Pablo Hasél.

## Cas d'infiltració
El setembre de 2019, amb la identitat falsa de Joan Llobet i presentant-se com un jove de 27 anys nascut a Esparreguera, s'acostà a l'Ateneu Cooperatiu la Baula on s'interessà pels actes de la Diada Nacional d'aquell any, i contactà amb membres d'Endavant a Lleida. Posteriorment als actes de l'Onze de Setembre, es va matricular al primer curs del cicle formatiu de grau superior d'Educació i Control Ambiental de l'Escola del Treball de Lleida per al curs acadèmic 2019-2020, vivint ja en un pis de lloguer a la ciutat. També obrí un compte corrent a CaixaBank i es va inscriure al gimnàs Club Uppercut Lleida, situat al barri de Cappont, on practicava kick-boxing i muay thai. Segons testimonis propers d'aquella època, aparentava estar poc polititzat, però sempre mostrà una àmplia disposició per a participar en accions i actes en defensa dels drets col·lectius.
L'octubre de 2019 participà en els comitès juvenils de Lleida en les mobilitzacions de resposta a la sentència del procés. Interessant-se llavors per entrar en el Sindicat d'Estudiants dels Països Catalans (SEPC), des d’on va començar la seva trajectòria de militant independentista, consolidant-la amb l'entrada a Endavant. El novembre 2020 viatjà a Girona per participar en una mesa nacional del SEPC que es va celebrar a l'Ateneu Popular Salvadora Catà, i també es va apropar al moviment per l'habitatge assistint de manera regular a les assemblees de la Plataforma d'Afectats per la Hipoteca de Lleida. Mostrà a més interès per l'ecologisme juvenil d'organitzacions com Extinction Rebellion.
L'any 2021 començà a participar en assemblees i convocatòries de suport a Pablo Hasél, fins al punt de quedar-se a dormir a l'edifici del rectorat de la Universitat de Lleida la matinada del 16 de febrer de 2021, quan van entrar-hi els agents dels Mossos d’Esquadra per a detenir el raper. La seva infiltració continuà tot i la pandèmia, i se sumaria llavors a la campanya «Abans la vida que el capital», impulsada per Endavant, arribant a participar en una conferència nacional de l'organització que es va celebrar a Riudoms (el Baix Camp) el 26 d'octubre de 2021. Durant la seva infiltració va arribar a inscriure's amb la falsa identitat a una audiència pública sobre el model d'atenció i acollida d'urgència social a dones, fills i filles víctimes de violència masclista, organitzada en juny de 2021 per l'Ajuntament de Lleida, i a la qual va intervenir com a militant d'Endavant.
Marxà de Lleida el novembre de 2021, al·legant que la seva àvia havia empitjorat de salut i que havia trobat feina a Barcelona. Allà aprofità les coneixences fetes a Lleida per a contactar amb l'entorn de l'Esquerra Independentista i sobretot amb el Casal La Cruïlla de la Dreta de l'Eixample. Però poc després va deixar de participar en l'activisme, el 25 de novembre de 2021 va desconnectar el telèfon mòbil i es va esfumar.